# Hemitaurichthys
Hemitaurichthys är ett släkte av fiskar. Hemitaurichthys ingår i familjen Chaetodontidae.
Kladogram enligt Catalogue of Life:
| Hemitaurichthys | \| \| Hemitaurichthys multispinosus \| \| \| \| \| \| Hemitaurichthys polylepis \| \| \| \| \| \| Hemitaurichthys thompsoni \| \| \| \| \| \| Hemitaurichthys zoster \| \| \| \| |
|                 | \| \| Hemitaurichthys multispinosus \| \| \| \| \| \| Hemitaurichthys polylepis \| \| \| \| \| \| Hemitaurichthys thompsoni \| \| \| \| \| \| Hemitaurichthys zoster \| \| \| \| |
|                 | Amphichaetodon |
|                 | |
|                 | Chaetodon |
|                 | |
|                 | Chelmon |
|                 | |
|                 | Chelmonops |
|                 | |
|                 | Coradion |
|                 | |
|                 | Forcipiger |
|                 | |
|                 | Heniochus |
|                 | |
|                 | Johnrandallia |
|                 | |
|                 | Parachaetodon |
|                 | |
|                 | Prognathodes |
|                 | |
|                 | Roa |
|                 | |
|                 | Hemitaurichthys multispinosus |
|                 | |
|                 | Hemitaurichthys polylepis |
|                 | |
|                 | Hemitaurichthys thompsoni |
|                 | |
|                 | Hemitaurichthys zoster |
|                 | |

|  | Hemitaurichthys multispinosus |
|  |                               |
|  | Hemitaurichthys polylepis     |
|  |                               |
|  | Hemitaurichthys thompsoni     |
|  |                               |
|  | Hemitaurichthys zoster        |
|  |                               |